# Macrotylus lineolatus
Macrotylus lineolatus är en insektsart som beskrevs av Philip Reese Uhler 1894. Macrotylus lineolatus ingår i släktet Macrotylus och familjen ängsskinnbaggar. Inga underarter finns listade i Catalogue of Life.